# Antologie Planudea

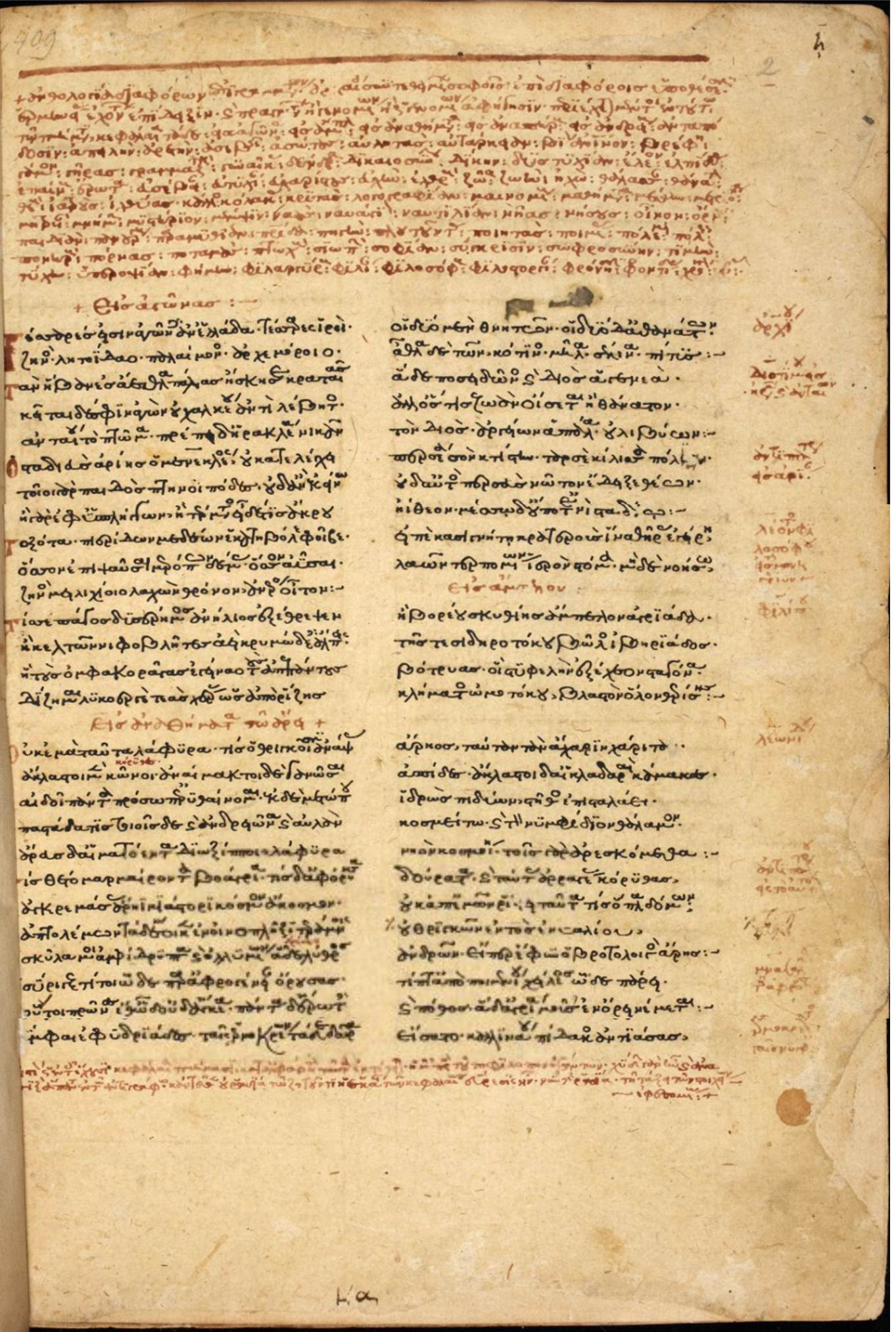
Stránka z rukopisu antologie z Britské knihovny

Antologie Planudea nebo Řecká antologie Planudea  (latinsky Anthologia Graeca Planudea), původním názvem Antologie různých epigramů (řecky Ἀνθολογία διαφόρων ἐπιγραμμάτων) je antologie řeckých epigramů nazvaná podle byzantského mnicha a polyhistora Maxima Planuda, který ji sestavil roku 1299 na základě starších souborů, především sbírky od Kónstantina Kefala. Vypustil z ní ale mnoho epigramů a přidal tam své vlastní. Před objevením Palatinské antologie byla tato antologie jediným pramenem pro poznání řecké epigramatiky.

## Rukopisy a tištěná vydání antologie
Antologie je uchována ve třech rukopisech. První z roku 1299 je uložen v Bibliotece Marciana v Benátkách, další dvě neúplné kopie, napsané pod dohledem Planuda kolem roku 1300 až 1302, se nacházejí v Britské knihovně v Londýně a ve Francouzské národní knihovně v Paříži.
První tištěné vydání antologie vzniklo roku 1494 ve Florencii a je dílem řeckého učence Januse Laskarise. Další tři vydání vyšly v Benátkách v letech 1503, 1521 a 1551 zásluhou Alda Manutia. Možno je také jmenovat vydání od Henrica Stephana v Paříži z roku 1566 nebo pětidílné vydání z let 1795 až 1822 v Utrechtu s latinským překladem Huga Grotia a s názvem Anthologia Graeca cum versione latina Hugonis Grotii.

## Obsah antologie

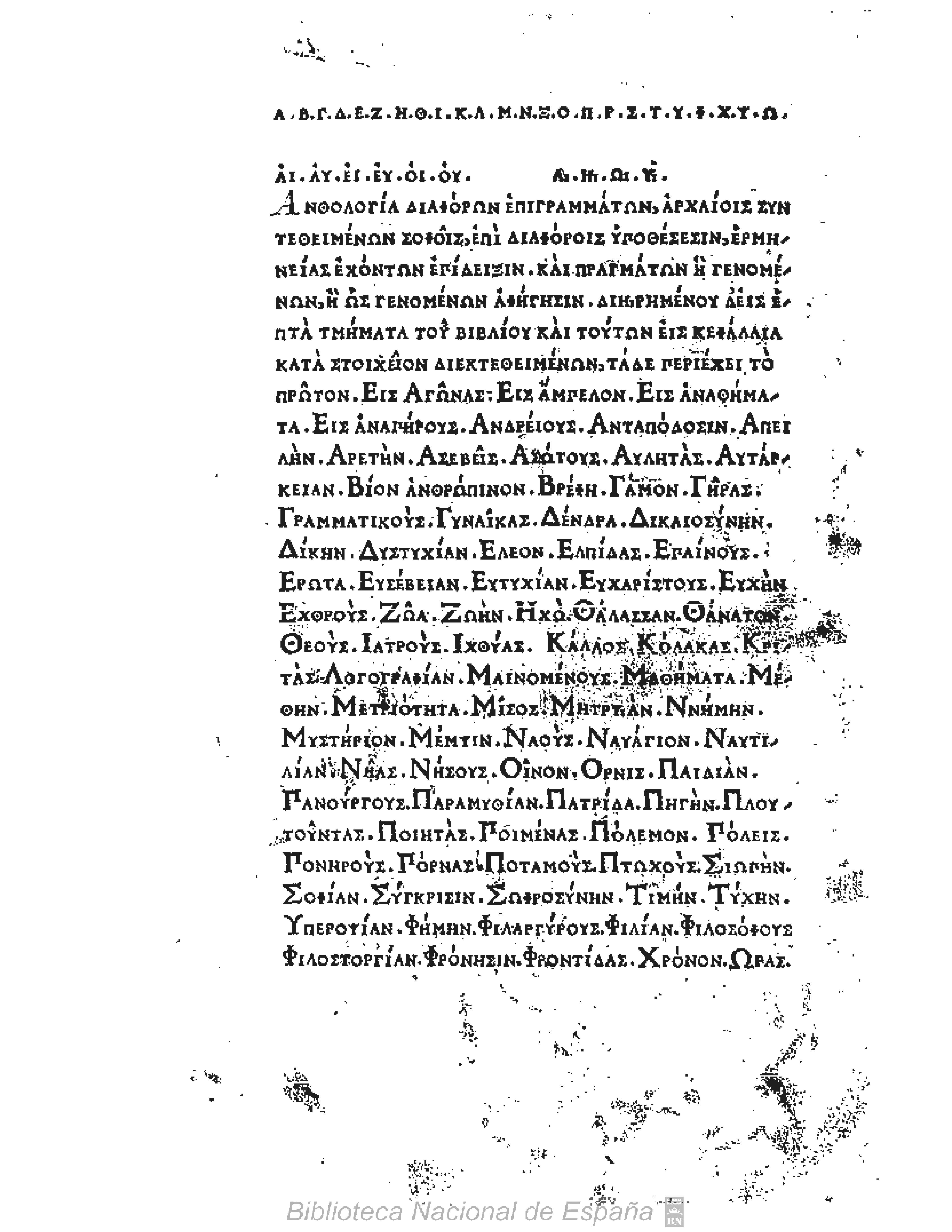
První stránka vydání antologie z roku 1494

Antologie má sedm abecedně uspořádaných knih: epigramy epideiktické, satirické, pohřební, ekfrastické, Christodóra z Koptu, votivní (děkovné) a milostné. Celkem obsahuje 2400 epigramů, z nichž pouze 388 není obsaženo v Palatinské antologii. V moderních vydáních k ní proto tyto epigramy bývají připojovány jako XVI. kniha s názvem Appendix Planudea. Obě antologie společně tvoří téměř celou část tzv. Řecké antologie (Anthologia Graeca).